# Hermocopides

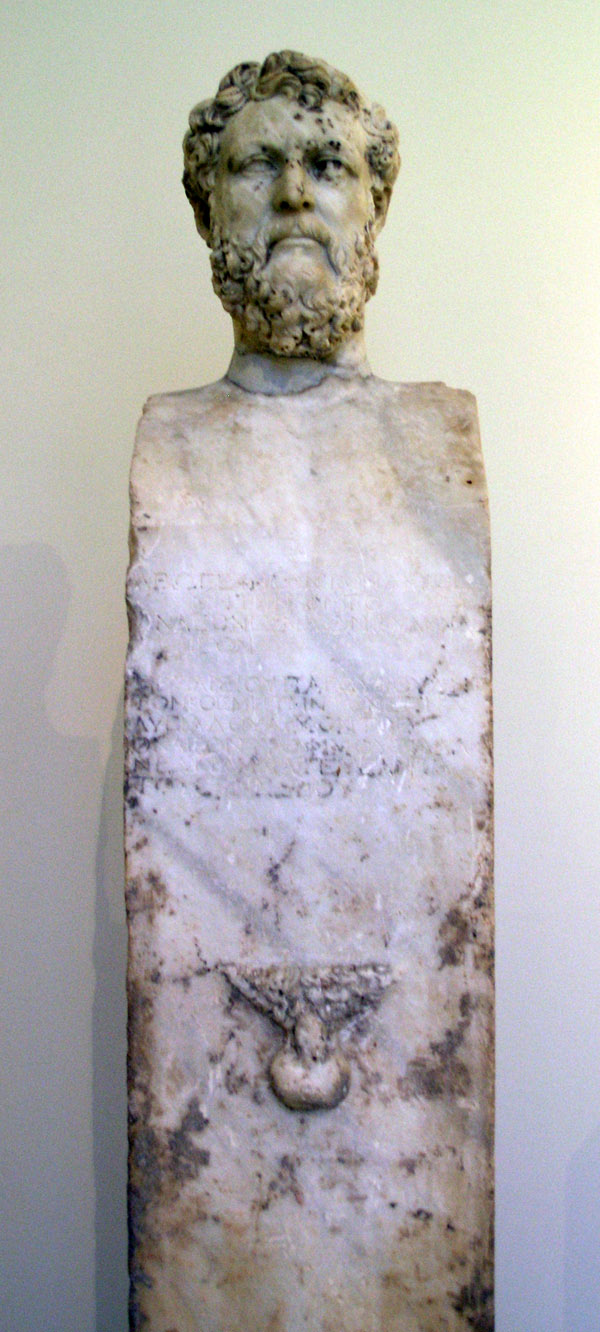
Exemple de stèle hermaïque, portant le portrait honorifique d'un kosmétès, Onasos, à l'époque d'Hadrien, musée national archéologique d'Athènes.

L’affaire des Hermocopides est un scandale religieux qui secoue Athènes en 415 av. J.-C., en pleine guerre du Péloponnèse.

## L’affaire

### Les faits
- Peu avant l'appareillage de la flotte athénienne partant pour la Sicile, au début du mois de thargélion (équivalent de mai-juin) sous le commandement d'Alcibiade, on découvre que tous les Hermaï de la ville ont été mutilés, sauf un, celui de la tribu Égéide. Les Hermaï sont des représentations grossières du dieu Hermès, souvent de la forme d'un buste surmontant un bloc quadrangulaire. Ils ont pour fonction de sanctifier et de marquer les limites : seuils, carrefours, etc. Thucydide note que les hermaï sont retrouvés « mutilés à la face avant », περιεκόπησαν τὰ πρόσωπα[1].
- La nature de la mutilation reste sujette à débat : le nom employé, πρόσωπον / prósôpon, désigne le visage, mais le fait est que les « hermaï » sont ornés d'un phallus dressé, en ronde-bosse, constituant une cible facile pour le vandalisme. Certains historiens et hellénistes, comme Jean Hatzfeld, Jacqueline de Romilly ou encore l'historienne américaine Eva C. Keuls, estiment donc qu'il s'agit d'une manière pudique de désigner le phallus. Ils s'appuient notamment sur un passage de Lysistrata, comédie d'Aristophane : alors que le chœur entre, doté d'une formidable érection, il est apostrophé par le coryphée qui remarque : « Allons, reprenez-vous ; remettez vos manteaux. Il ne faudrait pas qu'un mutilateur des Hermès vous voie »[2]. Néanmoins cela n'indique pas nécessairement une castration car ici il s’agit d’éviter d’être pris pour les piliers hermaïques. De même, dans un fragment d'une comédie perdue du poète tragique Phrynichos, l'un de ses personnages s'adressant à Hermès déclare : « Très cher Hermès, ne tombe pas toi aussi : tu te castrerais, attirant ainsi le scandale »[3]. D’autres, comme Edmond Lévy[4], soulignent que le verbe περικόπτω / perikóptô ne saurait désigner une « castration », et concluent qu'il s'agit bel et bien du visage. De fait, des fouilles ont permis de mettre au jour des hermaï ayant le nez cassé comme le sexe brisé et une scholie du passage de Thucydide fait état de mutilations en ces deux endroits. Le vandalisme eut lieu en une nuit, et on accusa les habitants de Corinthe du méfait, parce qu'ils auraient voulu dissuader les Athéniens d'attaquer leur colonie, Syracuse. La population et la Boulè n'eut que faire de la rumeur, et décida d'examiner l'accusation du politicien démagogue Androclès, qui meurt assassiné en 411, selon l'historien Thucydide, soutenue par plusieurs esclaves et métèques acquis à sa cause.

- L'affaire est très vite rejointe par une autre accusation : avoir parodié les Mystères d'Éleusis. Les doutes furent portés par les accusateurs sur Alcibiade : lors de ces parodies, il avait joué le rôle de hiérophante, et ses amis Théodore et Poulytion respectivement les rôles de héraut et de dadouque. Les arguments et attaques d'Androclès s'avérèrent vains : les hoplites prêts à la guerre - mille Argiens et les Mantinéens - déclarèrent même que c'est parce qu'Alcibiade était au commandement de la bataille qu'ils s'étaient présentés.

### L'enquête
L’émotion est aussitôt générale, car le sentiment religieux est très fort à Athènes. Syracuse, colonie de Corinthe, est d'abord soupçonnée, puis écartée. Le caractère méthodique de la profanation écarte l'hypothèse d'un groupe de jeunes gens ivres. La thèse du complot s'impose immédiatement, sans qu’on en discerne les motifs, ce qui jette la ville dans la panique. On craint que la démocratie ne soit renversée en faveur d'une tyrannie semblable à celle des Pisistratides.
Les magistrats offrent une forte prime (100 mines) pour encourager la dénonciation. Selon Thucydide, on décrète que « quiconque [a] connaissance de quelque autre sacrilège [doit] le dénoncer, sans crainte pour sa personne, qu'il [soit] citoyen, étranger, ou esclave. »

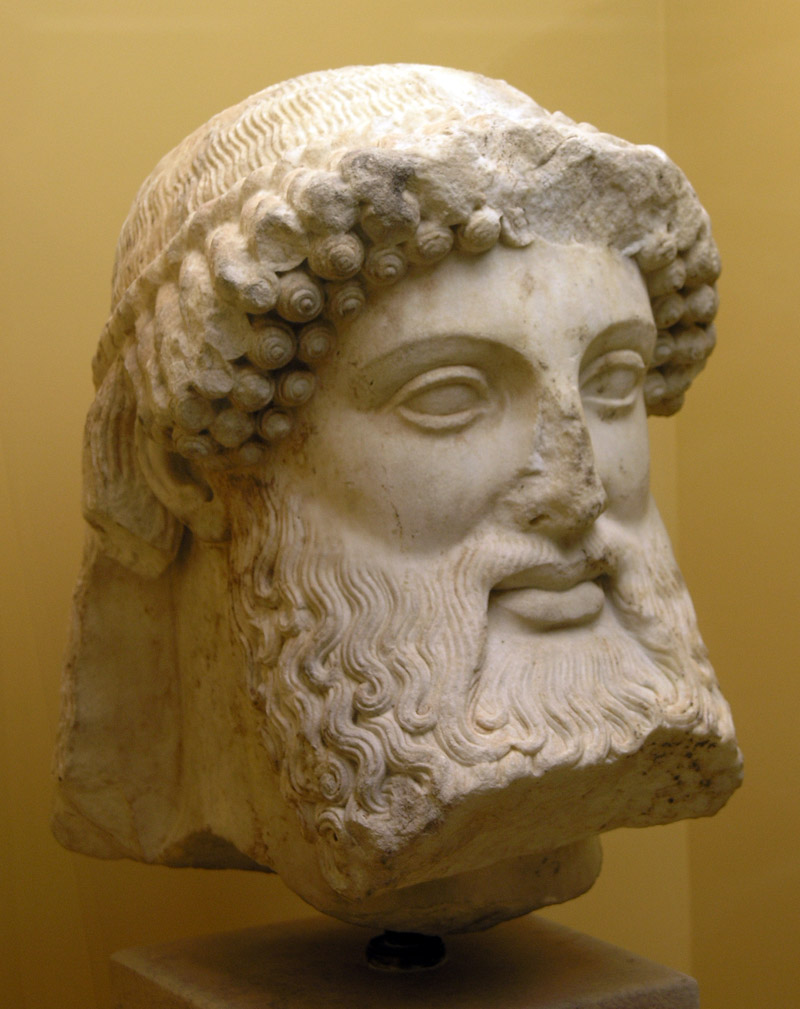
Tête d'Hermès provenant d'une stèle hermaïque, musée de l'Agora antique d'Athènes.

C'est à cette occasion qu'un esclave dénonce une parodie des mystères d'Éleusis, à laquelle aurait participé Alcibiade. Alors que ce dernier n'a jamais été mêlé au scandale des Hermocopides, ses ennemis lient  les deux affaires, et les dénonciations pleuvent. Un métèque nommé Teucros dénonce en tout 18 personnes comme Hermocopides, et 11 personnes pour la parodie des Mystères. Un nommé Dioclidas rapporte avoir vu un attroupement d'environ 300 personnes, réparties en petits groupes, et en avoir reconnues 42, parmi lesquels certains des citoyens les plus en vue d'Athènes. L'état d'alerte est décrété, des individus inquiétés s’enfuient pendant que le peuple prend les armes et arrête ceux qui n’ont pu s'enfuir.
Finalement, l’accusation de Dioclidas est démontée. Plutarque rapporte les faits ainsi :
« Il n’y avait rien de sûr ni de solide dans les dépositions des dénonciateurs. Un d’entre eux, à qui l’on demandait comment il avait reconnu les visages des Hermocopides, répondit que c’était grâce au clair de lune. C’était absolument faux, vu que le délit avait eu lieu lors de la nouvelle lune. »
Un nouveau coup de théâtre a alors lieu : parmi les individus arrêtés figurent Léogoras et son fils Andocide, le futur orateur. Pour sauver sa tête, celui-ci dénonce alors son hétairie, accusation qui recoupe celle de Teucros. L'affaire des Hermocopides est ainsi bouclée : parmi les coupables, tous ont pu s'enfuir ; Andocide, malgré la promesse d'impunité, est exilé conformément à la loi sur l'impiété. Thucydide néanmoins garde des doutes sur cette affaire. Phrynichos a écrit une pièce évoquant l'affaire, dont Plutarque a transmis un vers qui dénonce Teucros et Dioclidas :
« Hermès très-cher, prends garde de tomber.

Si tu te brisais, ce serait un beau sujet de calomnie

Pour quelque autre Dioclidas, qui rêve un mauvais coup.

— Je prendrai garde ; car je ne veux pas qu’un Teucros,

Un scélérat d’étranger, reçoive l’argent qu’on paie aux délateurs. » 

À ce jour, aucune solution définitive n'a été apportée à l'affaire. La plupart des historiens y voient le fait d'une partie de la population athénienne, opposée à l'expédition. Pour l'historienne américaine Eva C. Keuls, les responsables sont plutôt les femmes athéniennes. Selon cette hypothèse controversée, elles auraient profité de la liberté relative conférée par la célébration des Adonies et se seraient inspirées des rituels dionysiaques liés à la castration pour protester contre le sexisme régnant à Athènes.

## Étymologie
Le mot « Hermocopide » (en grec Ἑρμοκοπίδης / Hermokopídês, du verbe κόπτω / kóptô, « frapper, abattre en frappant ») signifie « mutilateur d'Hermès ». Il est utilisé aussi bien par Plutarque dans sa Vie d'Alcibiade que par Aristophane dans Lysistrata, comme allusion comique.

## Sources
- Andocide, Sur son retour et Sur les mystères.
- Plutarque, Vies parallèles [détail des éditions] [lire en ligne], Alcibiade, XVIII.
- Thucydide, La Guerre du Péloponnèse [détail des éditions] [lire en ligne], VI, 27.